# Michela Rocco di Torrepadula
Michela Rocco di Torrepadula, née le 18 septembre 1970 à Udine, est une actrice et animatrice de télévision italienne qui a été Miss Italie en 1987 et Miss Europe en 1988.

## Biographie
Michela Rocco di Torrepadula est la fille de Giulio Rocco, Prince de Torrepadula et de Maria Bert. Elle est désignée Miss Italie en 1987, après la destitution de Mirka Viola, qui s'est mariée et est devenue mère d'un enfant, Nicolas, durant son règne : changements contraires au règlement du concours. L'année suivante, Michela devient Miss Europe.
Elle présente plusieurs émissions de télévision en Italie, comme Il tappeto volante sur TMC puis Odeon TV (it).
Mariée à Enrico Mentana, présentateur du TG5, puis du TG LA7, depuis le 6 juillet 2002, Michela est la mère de deux enfants, Giulio et Vittoria. En janvier 2013, elle annonce, sur le réseau Twitter, la séparation du couple, conséquence des absences régulières de son époux.

## Filmographie
- 1986 : I figli dell'ispettore, téléfilm d'Aldo Lado
- 1991-1996 : I Ragazzi del muretto, série télévisée, 52 épisodes : Elena
- 1991 : L'Avvoltoio può attendere, mini-série télévisée de Gian Pietro Calasso : Astrid
- 1994 : Néfertiti, la fille du soleil (Nefertiti, figlia del sole) de Guy Gilles : Néfertiti
- 1997 : Linda e il brigadiere, série télévisée, 1 épisode
- 1998 : Incantesimo, série télévisée, 1 épisode : Mia Lorentz
- 1999 : Terre d'espérance (Sotto il cielo dell'Africa), série télévisée, 10 épisodes : Kate
- 1999 : Un posto al sole, série télévisée, 1 épisode
- 1999 : Assassini per caso, téléfilm de Vittorio De Sisti
- 2002 : Fate come noi de Francesco Apolloni
- 2017 : Nato a Casal di Principe de Bruno Oliviero